# Збагачення корисних копалин (періодичне видання)
«Збагачення корисних копалин» — науковий журнал (збірник наукових статей) Національного гірничого університету (м. Дніпропетровськ).
Спеціалізація: (збагачення) вугільних, рудних та нерудних корисних копалин.
Журнал заснуваний у 1967, щороку виходить 4 числа.
9 червня 1999 журнал внесений ВАК України до Переліку наукових фахових видань з технічних наук. У 2020 р. вибув з Переліку наукових фахових видань з технічних наук МОН України.
Зміст журналу розкривається у національній реферативній базі даних «Україніка наукова» та в Українському реферативному журналі «Джерело».